# Nguyễn Bắc Việt (chính khách)
Nguyễn Bắc Việt (sinh năm 1961) là chính trị gia người Việt Nam. Ông hiện là đại biểu Quốc hội Việt Nam khóa 14 nhiệm kì 2016-2021 thuộc đoàn đại biểu Ninh Thuận, Trưởng Đoàn đại biểu Quốc hội tỉnh Ninh Thuận khóa 14. Ông từng là đại biểu Quốc hội Việt Nam khóa 13 (2011-2016) thuộc đoàn đại biểu Ninh Thuận,

## Tiểu sử
Nguyễn Bắc Việt sinh ngày 22 tháng 2 năm 1961, người dân tộc Kinh, không theo tôn giáo nào. Ông có quê quán tại xã Bình Hòa, huyện Tây Sơn, tỉnh Bình Định.
Ông có bằng Cử nhân đại học ngành Triết học và bằng Thạc sĩ Lịch sử.
Ngày 27/11/1987, ông gia nhập Đảng Cộng sản Việt Nam.
Ông từng là Đại biểu Quốc hội Việt Nam khóa 13 tỉnh Ninh Thuận.
Ngày 22 tháng 5 năm 2016, ông trúng cử Đại biểu Quốc hội Việt Nam khóa 14 tại tỉnh Ninh Thuận.
Hiện nay (2018), ông là Phó Bí thư Thường trực Tỉnh ủy, Trưởng Đoàn đại biểu Quốc hội tỉnh Ninh Thuận; Ủy viên Ủy ban Khoa học, Công nghệ và Môi trường của Quốc hội khóa 14.